# Grallenia arenicola
Grallenia arenicola é uma espécie de peixe da família Gobiidae e da ordem Perciformes.

## Morfologia
- Os machos podem atingir 1,9 cm de comprimento total e as fêmeas 2,26.
- Número de vértebras: 27-28.[4][5]

## Habitat
É um peixe marítimo, de clima tropical e demersal que vive entre 10-50 m de profundidade.

## Distribuição geográfica
É encontrado no Oceano Pacífico Norte: Japão.

## Observações
É inofensivo para os humanos.